# Zygmunt Kucharek

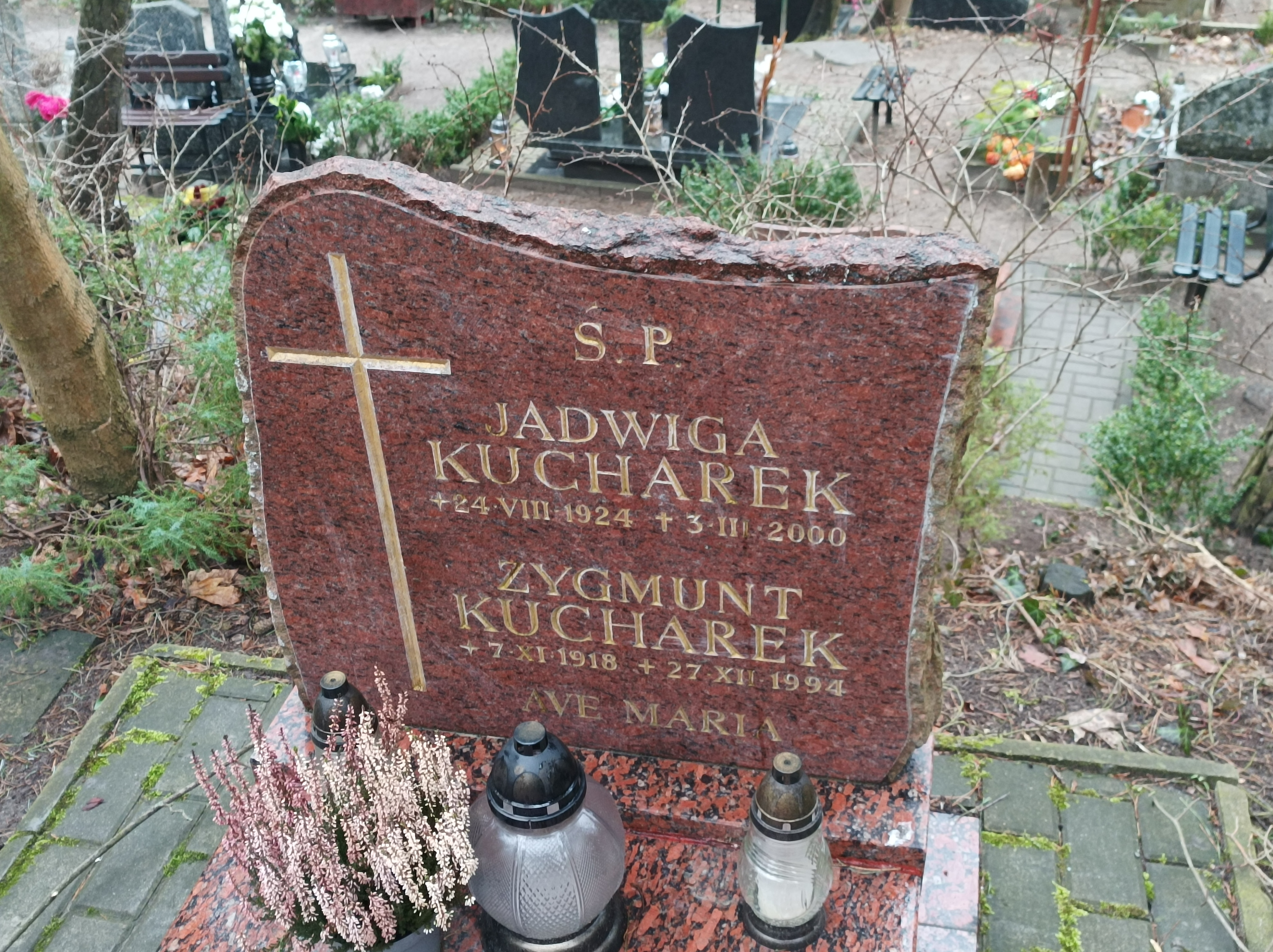
Grób Zygmunta Kucharka na Cmentarzu Srebrzysko

Zygmunt Kucharek (ur. 7 listopada 1918 w Warszawie, zm. 27 grudnia 1994) – polski inżynier budowy okrętów, działacz Polskiej Zjednoczonej Partii Robotniczej, poseł na Sejm PRL II kadencji.

## Życiorys
W marcu 1947 wstąpił do Polskiej Partii Robotniczej. Kierował kursem spawania elektrycznego, na który uczęszczała przed zatrudnieniem w Stoczni Gdańskiej Anna Lubczyk (zam. Walentynowicz). Od 1956 do 1957 był członkiem Egzekutywy Komitetu Zakładowego PZPR Stoczni Gdańskiej, od 1957 do 1961 – Egzekutywy Komitetu Wojewódzkiego PZPR w Gdańsku. Od 1 listopada 1956 do 24 kwietnia 1959 pełnił funkcję I sekretarza Komitetu Zakładowego PZPR Stoczni Gdańskiej. W latach 1954–1958 był wiceprzewodniczącym Miejskiej Rady Narodowej w Gdańsku. Jako poseł na Sejm PRL II kadencji (1957-1961) wybrany z okręgu nr 19 (Gdańsk), zasiadał w Komisji Gospodarki Morskiej i Żeglugi. Od lipca 1961 do lipca 1964 pracował jako organizator szkolenia morskiego na Kubie, zatrudniony przez miejscowe Ministerstwo Edukacji Narodowej. W latach 1971–1980 był dyrektorem gdańskiego Zespołu Szkół Budownictwa Okrętowego Stoczni Gdańskiej im. Lenina.
Został pochowany na Cmentarzu Srebrzysko w Gdańsku-Wrzeszczu (rejon IX, taras V wojsk.-skarpa-53).